# ГЕС Гесген
ГЕС Гесген (нім. Gösgen) — гідроелектростанція у центральній частині Швейцарії. Входить до каскаду на Ааре, знаходячись між ГЕС Руппольдинген (вище по течії) та ГЕС Аарау Штадт.
Гребля на Ааре допомагає відводити воду у канал довжиною 4,8 км, прокладений по лівобережжю річки. На ньому споруджено машинний зал руслової ГЕС, обладнаний п'ятьма турбінами типу Каплан загальною потужністю 51,3 МВт, які працюють при напорі від 13,1 до 17,4 метра. При цьому один із генераторів видає струм з частотою 16,7 Гц для потреб швейцарської залізничної компанії SBB.
Введена в експлуатацію ще у 1917-му, станція пройшла модернізацію в 1997—2000 роках, що збільшило виробництво нею електроенергії на 12 % до  300 млн кВт·год електроенергії на рік.
У 2004 році для підтримки природної біосфери річки у складі комплексу споруджено новий рибохід.
Для забезпечення малого судноплавства на Ааре при греблі наявне обладнання для перетягування плавзасобів розмірами до 8 метрів у довжину, 1,9 метра у ширину та вагою до 2 тонн.